# Fünfbärtelige Seequappe
Die Fünfbärtelige Seequappe (Ciliata mustela) ist ein Knochenfisch aus der Ordnung der Dorschartigen (Gadiformes). Sie kommt in der Nordsee, im Skagerrak und im Kattegat, rund um die Britischen Inseln, an der europäischen Atlantikküste von Lissabon im Süden bis zur norwegischen Provinz Finnmark im Norden und bei Island vor.

## Merkmale
Die Fischart erreicht eine maximale Gesamtlänge von 25 Zentimeter, bleibt für gewöhnlich aber bei einer Länge von 17 bis 20 Zentimeter. Der Kopf ist relativ klein, seine Länge beträgt etwas mehr als ein Fünftel der Standardlänge. Eine gelappte Hautfalte über der Oberlippe ist nicht vorhanden. Die Fünfbärtelige Seequappe ist auf der Rückenseite dunkelbraun, rötlich oder schwärzlich gefärbt, die Bauchseite ist hell graubraun. Namensgebend für die Art sind die fünf Barteln, von denen eine an der Spitze des Unterkiefers liegt und die vier anderen paarweise am vorderen Oberkiefer bzw. vor den Nasenöffnungen angeordnet sind. Direkt hinter dem isoliert stehenden ersten Rückenflossenstrahl liegt vor der eigentlichen Rückenflosse eine Reihe kurzer, fleischiger Fäden.

## Lebensraum und Lebensweise
Die Fünfbärtelige Seequappe lebt küstennah in der Gezeitenzone, bevorzugt auf Felsböden, seltener auf Sand-, Schlamm- und Muschelschalenböden. Sie ernährt sich hauptsächlich von Krebstieren, vor allem von Asseln, Flohkrebsen, Krabben, Garnelen, Ruderfußkrebsen und Muschelkrebsen. Außerdem werden manchmal auch Algen, Vielborster, Schnecken und gelegentlich auch kleine Fische gefressen. Zur Nahrungssuche schwimmt sie auch jenseits der Gezeitenzone in Tiefen bis 20 Meter. Sie toleriert einen Temperaturbereich von 8 bis 24 °C. Die Fische werden mit einem Alter von einem Jahr geschlechtsreif. Männchen sind dann 11 bis 13 Zentimeter lang, Weibchen wachsen schneller und haben dann eine Länge von ca. 14 Zentimeter. Eier und Larven sind pelagisch. In einem Laichgang werden 9000 bis 30.000 Eier abgegeben. Fünfbärtelige Seequappen werden drei Jahre alt. Aufgrund ihrer Kleinheit werden sie nicht gezielt befischt.